# Alain Paul Bonnet
Pour les articles homonymes, voir Bonnet.
Pour l'idéologue, voir Alain Soral.
Alain Paul Bonnet, né le 10 janvier 1934 à Paris et mort le 7 février 2017, fils de l'ancien ministre Georges Bonnet, est un homme politique français.

## Biographie
Il est député du Parti radical de gauche de la troisième circonscription de la Dordogne de 1973 à 1993. Son père, Georges Bonnet, ancien ministre, est député de cette circonscription de 1958 à 1968.
Au niveau local, il est également :
- maire de Brantôme de 1965 à 1989 puis de 1995 à 2001[2],
- conseiller général du canton de Champagnac-de-Belair de 1964 à 1988[3],
- conseiller régional d'Aquitaine de 1973 à 1986[2].